# Guvernământul General

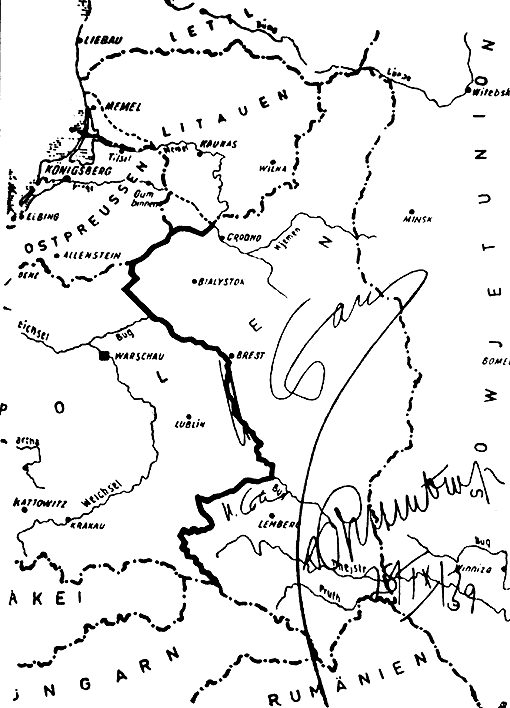
"Al doilea Pact Ribbentrop-Molotov" din 28 septembrie 1939. Harta Poloniei, semnată de Stalin și Ribbentrop cu ajustările finale ale graniței germano-sovietice rezultate în urma invadării Poloniei de către Germania și URSS.

Termenul Guvernământul General (în germană Generalgouvernement, în poloneză Generalne Gubernatorstwo, în ucraineană Генеральна губернія) se referă la o parte a teritoriilor Poloniei aflate sub ocupație militară germană (începând cu septembrie 1939) în timpul celui de-Al Doilea Război Mondial. Administrate de Germania Nazistă, aceste teritorii erau parte autonomă din statul totalitar german cunoscut și ca „al Treilea Reich”. În august 1941, fostele voievodate poloneze ale Galiției de Est (cu populație majoritar ucraineană) ocupate de Uniunea Republicilor Sovietice Socialiste (U.R.S.S.) au fost adăugate Guvernământului General.
Tribunalul Național Suprem din Polonia a declarat după război că Guvernământul General a fost o organizație criminală.